# Віджаядітья I
Віджаядітья I (*విజయాదిత్యుడు; д/н — 772) — магараджа держави Східних Чалук'їв. Ім'я з телугу перекладається як «Переможець».

## Життєпис
Син магараджи Вішну-вардхан III. Спадкував трон 755 року. Продовжив протистояння з державою Елламанчі, що за часів його попередника відкололася від володінь Східних Чалук'їв.
Згодом стикнувся з амбіціями Крішни I, магараджахіраджи Держави Раштракутів, від якого 769 року зазнав тяжкої поразки в битві між річками Мусі й Крішна. Ворог захопив багато здобичі й полонених зі знатних родів. За мирною угодою Віджаядітья I поступився частиною своїх володінь.
Йому спадкував син Вішну-вардхан IV.